# تاكسي البلد
تاكسي البلد هو فيلم 2011 كوميدي درامي لبناني من إخراج دانيال جوزف.

## القصة[1]
يرصد الفيلم في إطار اجتماعي كوميدى، الحياة اليومية لمدين بيروت، من خلال شاب يعاني من إحباط ويسعى إلى الهجرة إلى أمريكا بحثا عن مستقبل أفضل، وإما فشله في تحقيق حلمه، فيقرر أن يعمل سائق تاكسي وأن يحب مهنته، ليكتشف بعد فترة قصيرة أنه بدأ يتآلف مع حياة المدينة ويهتم بمشاعر وحكاوي الناس أثناء توصيلهم.

## طاقم التمثيل
- هيام أبو شديد بدور الأم
- حبيب ألبرتو بدور غسان
- سحر عساف بدور فرح
- فراس بركات بدور يوسف الصغير
- خليل بو خليل بدور أبو طلال
- بديع أبو شقرا بدور كمال
- خالد السيد بدور مالك المقهى
- طلال الجردي بدور يوسف
- زياد مبروك بدور أبو عمر
- عمر ميقاتي بدور رجل عجوز في تاكسي

## طالع
- قائمة الأفلام اللبنانية

## وصلات خارجية
- تاكسي البلد على موقع IMDb (الإنجليزية)
- تاكسي البلد على موقع روتن توميتوز (الإنجليزية)
- تاكسي البلد على موقع قاعدة بيانات الأفلام العربية
- تاكسي البلد على موقع قاعدة بيانات الفيلم (الإنجليزية)
- تاكسي البلد على موقع ليتربوكسد (الإنجليزية)
- تاكسي البلد على موقع كينوبويسك (الروسية)
- تاكسي البلد  على فيسبوك.